# 室橋昭
室橋 昭（むろはし あきら、1929年〈昭和4年〉8月1日 - 2011年〈平成23年〉3月27日）は、日本の政治家。東京都江東区長（4期）。

## 来歴
現在の東京都江東区出身。早稲田大学政経学部卒。江東区議会議員を2期、東京都議会議員（自由民主党）を4期務める。1991年〈平成3年〉江東区長に初当選する。区長を4期務め、2007年〈平成19年〉に退任した。同年旭日中綬章を受章した。2011年〈平成23年〉死去。